# (81483) 2000 GB153
(81483) 2000 GB153 è un asteroide della fascia principale. Scoperto nel 2000, presenta un'orbita caratterizzata da un semiasse maggiore pari a 2,544398 UA e da un'eccentricità di 0,114098, inclinata di 16,488055° rispetto all'eclittica.
Fa parte della famiglia di asteroidi Julia.